# パティキュラー・バプテスト
パティキュラー・バプテスト（Particular Baptists、時に改革派バプテストあるいはカルヴァン派バプテストと呼ばれる）は、カルヴァン主義の救済論を信奉する バプテストである。その歴史は近代のイギリスに遡ることができる。「第二ロンドン信仰告白」は、パティキュラー・バプテストによって作成されたものである。アルミニウス主義の立場であるジェネラル・バプテストとは異なる。

## 地域別

### イギリス
イギリスのパティキュラー・バプテスト教会は1630年代に遡る。著名な初期の牧師には、作家ジョン・バニヤン（1628-88）、ウィリアム・キッフィン（1616-1701）、ベンジャミン・キーチ（1640-1704）、神学者ジョン・ギル (1697-1771)などがいる。その他、ジョン・ブライン(1703-64)、アンドリュー・フラー(1754-1815)、宣教師ウィリアム・ケアリー (1761-1834) などがいる。チャールズ・スポルジョン（1834-92）は、ロンドンのニュー・パーク・ストリート教会（後のメトロポリタン・タバナクル教会）の牧師で、「バプテストが擁する最も有名で影響力のある伝道者」と呼ばれている。メトロポリタン・タバナクル教会は、イギリスにおけるパティキュラー・バプティストの運動で特に影響力があった。キーチ、ギル、ジョン・リッポン（1751-1836）、スポルジョン、ピーター・マスターズ（後述）らがこの教会を牧会している。彼らの特徴は、創始者（キーチ、第二ロンドン信仰告白の署名者）、神学者（ギル）、賛美歌作家（リッポン）、説教者（スポルジョン）、再興者（マスターズ）である。
1950年代には、イギリスのバプテストたちの間で改革派神学への関心が再び高まった。ロンドンのメトロポリタン・タバナクル教会の牧師であったピーター・マスターズは、1975年にロンドン改革派バプテスト神学校を創設した。

### アメリカ
アメリカのバプテスト教会は、第二ロンドン信仰告白を基本として活動を続けたが、それが採択された地域の連合に従って名前を変え、最初は「フィラデルフィア信仰告白」（1742年、新しい2章を含む）、次に「チャールストン信仰告白」（1761年、第二ロンドン信仰告白から変更なし）が採択された。南部バプテスト神学校が設立された時、その基本の告白である原則要約は第二ロンドン信仰告白を要約した形であり、その創立者であるジェームス・ペティグル・ボイスは明らかにカルヴァン主義の立場から彼の『Abstract of Systematic Theology』（体系的神学要綱）を書いている。神学校がカルヴァン主義から離れる最初の大きな変化は、1899年から1928年まで学長を務めたエドガー・ヤング・マリンズの主導によるものである。イギリスにおける1950年代以降の上記のような展開の多くは、1950年以降に起こったものである。また、1950年代以降、アメリカのバプテストにも影響を与え、特にファウンダーズ運動（参照en: Founders Ministries、これは南部バプテスト連盟におけるいわゆる「保守主義の復活」につながっていた）やウォルター・チャントリー（Walter Chantry）、ロジャー・ニコールやアーネスト・ライジンガーなどの男性の著作において見られた。
2009年3月、アメリカにおけるカルヴァン主義の復活を指摘した『タイム (雑誌) 』は、現在のカルヴァン主義の指導者の中に数名のバプテストを挙げている。南部バプテスト神学校学長のアルバート・モーラー・ジュニアはカルヴァン主義を強く支持しているが、その姿勢は南部バプテスト連盟内部から反対を受けている。ジョン・パイパー はミネアポリスの ベツレヘム・バプテスト教会（Bethlehem Baptist Church）で 33 年間牧師を務めたが、カルヴァン主義を支持する著作を執筆しているバプテストの 一人である.
南部バプテスト連盟はカルヴァン主義について分裂したままだが、アメリカには、en:Association of Reformed Baptist Churches of America、 en:Continental Baptist Churches、Sovereign Grace Baptist Association of Churches、en:Sovereign Grace Baptistsなどがある 。 このようなグループは、正統長老教会などの他の改革派教会から神学的な影響を受けている。  この例として、正統長老教会の『トリニティ讃美歌』を1995年に翻案し、アメリカの改革派バプテスト教会のために『トリニティ讃美歌（バプテスト版）』（Trinity Hymnal (Baptist Edition)）として出版されたことがあげられる。
2000年までに、アメリカにおける改革派バプテストのグループは、400の集会で合計約16,000人になった。
改革派バプテスト神学校、IRBS神学校、en:Covenant Baptist Theological Seminary、グレース聖書神学校（Grace Bible Theological Seminary）の4校は、それぞれ第二ロンドン信仰告白を継承している。

#### ソブリン・グレイス・バプテスト教会連盟
ソブリン・グレース・バプテスト教会連盟（Sovereign Grace Baptist Association of Churches 、SGBA）は1984年に組織され、毎年全国大会を開催し、加盟教会は宣教、出版、修養会、キャンプ、その他の活動で協力している。宣教委員会は執行委員会の下で、候補者を審査し、教会に推薦し、支援する役割を担っている。現在（2009年）、1名の宣教師を支援している。出版委員会は、出版物の審査と承認を行い、各教会に出版物を供給している。機関誌として『グレースニュース（Grace News）』が発行されている。1991年に信仰告白が採択された。SGBAへの加盟は、憲法と信仰箇条を遵守するバプテスト教会であればどれでも可能である。12の加盟教会があり、その半数はミシガン州にある。当連盟はアメリカ合衆国従軍牧師の推薦機関として認められている。

### アフリカ
アフリカのパティキュラー・バプテストとしては、チャールズ・スポルジョンと比較されるザンビアのコンラッド・ムベウェ（Conrad Mbewe）、ケニアのナイロビにあるエマニュエル・バプテスト教会のケネス・ムブグア（Kenneth Mbugua）とジョン・ムシミ（John Musyimi）が知られている。
南アフリカでは、アフリカーンス・バプテスト・ケルケの34教会がカルヴァン主義に従っており、主に英語を話す南アフリカ・バプティスト連合（en:Baptist Union of Southern Africa）がそうでないのとは対照的である。

### ヨーロッパ
ヨーロッパには小さいながらもパテキュラー・バプテストのネットワークがあり、成長している。イタリアの教会はen:Evangelical Reformed Baptist Churches in Italyが組織されている。いくつかのフランス語圏の教会はイギリスの宣教師の働きから生まれた。その他のフランス語圏の教会は、1960年代に始まったスイスのローザンヌ改革派バプテスト教会（Stuart Olyott）の活動から生まれた。ウクライナはパティキュラー・バプテストのネットワークが増えてきている。

### ブラジル
ブラジルにはpt:Comunhão Reformada Batista do Brasilという穏健な団体があり、主に サンパウロ州のサン・ジョゼ・ドス・カンポスにおける米国宣教師のリチャード・デンハ（Richard Denha）の活動から生まれた。しかし、活動力と有効性の期待に応えられなかったため、より新しい連盟、Convenção Batista Reformada do Brasilに取って代わられた。

### カナダ

#### ソブリン・グレース・フェローシップ・オブ・カナダ
ソブリン・グレース・フェローシップ・オブ・カナダ（en:Sovereign Grace Fellowship of Canada、SGF）は、カナダのバプテスト教会のためのフェローシップである。第一ロンドン信仰告白、第二ロンドン信仰告白を支持している。SGFは正式に発足したとき、10の加盟教会を持ち、ニューブランズウィック州とオンタリオにあった。2012年現在、トロントのen:Jarvis Street Baptist Churchを含む14教会が加盟している。SGFはen: Toronto Baptist Seminary and Bible Collegeに関係するバプテスト派の一つである。